# 陳鴻 (唐朝)
陈鸿（?—?），字大亮，一名鴻祖，颍川人，唐代官員。出身秀才，唐德宗贞元二十一年（805年）进士，曾任太常博士﹑虞部员外郎﹑主客郎中等。曾在定安公主嫁回鹘崇德可汗時擔任「赴回鹘婚礼使判官」。
著有编年史《大统记》（已軼）、《贾昌传》，並取材白居易《长恨歌》改編為傳奇小說《长恨歌传》。
《贾昌传》，又稱《东城老父传》，為陈鸿祖撰，又有說《东城老父传》之陈鸿祖，與陈鸿為不同人。